# Franziskanerkloster Hardenberg-Neviges

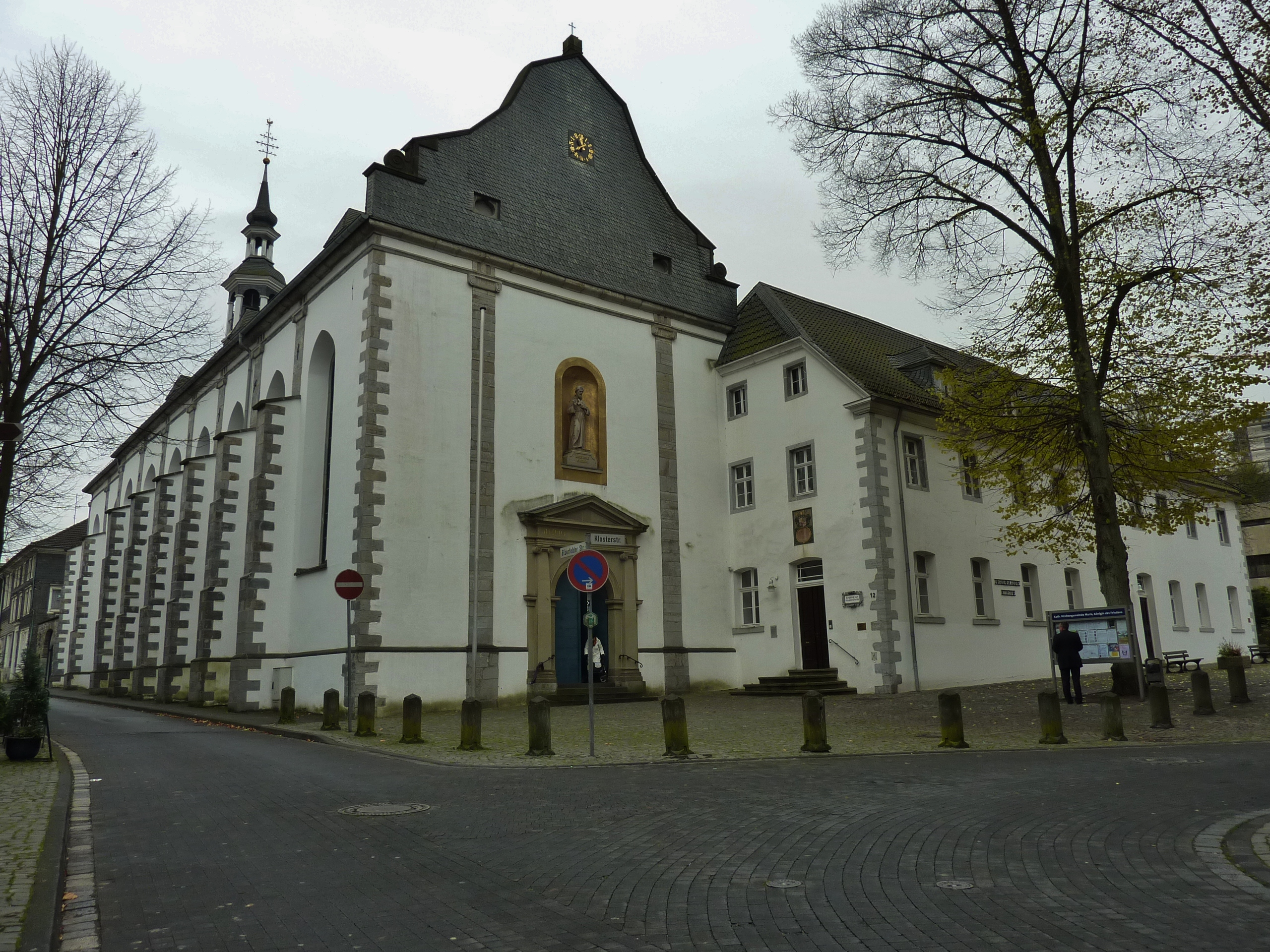
Pfarr- und Klosterkirche St. Mariä Empfängnis und anschließendes Kloster (2012)

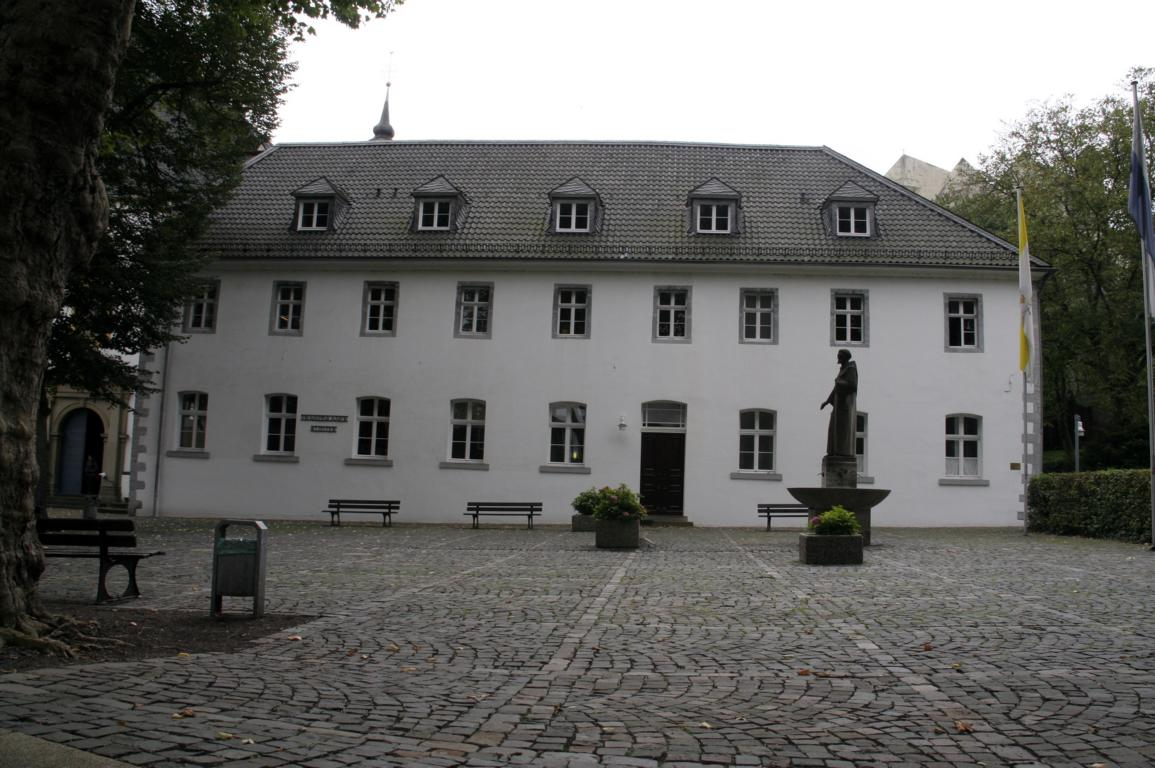
Das Konventsgebäude (2011)

Das Franziskanerkloster Hardenberg-Neviges in Velbert-Neviges bestand von 1676 bis 2020. Die Franziskaner betreuten die Marienwallfahrt Neviges, bauten die Kirche St. Mariä Empfängnis und ein Konventsgebäude und engagierten sich in der Pfarrei. Von 1965 bis 1968 erlebten sie den Bau der Wallfahrtskirche Maria, Königin des Friedens durch das Erzbistum Köln. 50 Jahre später waren sie wegen Nachwuchsmangel zur Auflösung des Klosters gezwungen. Ihre Nachfolger sind drei Priester der Priestergemeinschaft Sankt Martin.

## Geschichte

### Klostergründung
1675 stiftete Anna von Bernsau (geb. von Asbeck), die Witwe des 1649 zum Katholizismus konvertierten und 1655 gestorbenen Johann Sigismund von Bernsau, das Franziskanerkloster und rief 1675 die Franziskaner der Sächsischen Franziskanerprovinz Saxonia nach Neviges in der Herrschaft Hardenberg, wo sie am 15. August 1676 eingeführt wurden. Der Klosterbau erfolgte zwischen 1680 und 1697. Ab 1729 war das Kloster in Neviges neben dem Franziskanerkloster Hamm Noviziatkloster der Ordensprovinz Saxonia.

### Aufhebung in der Säkularisation

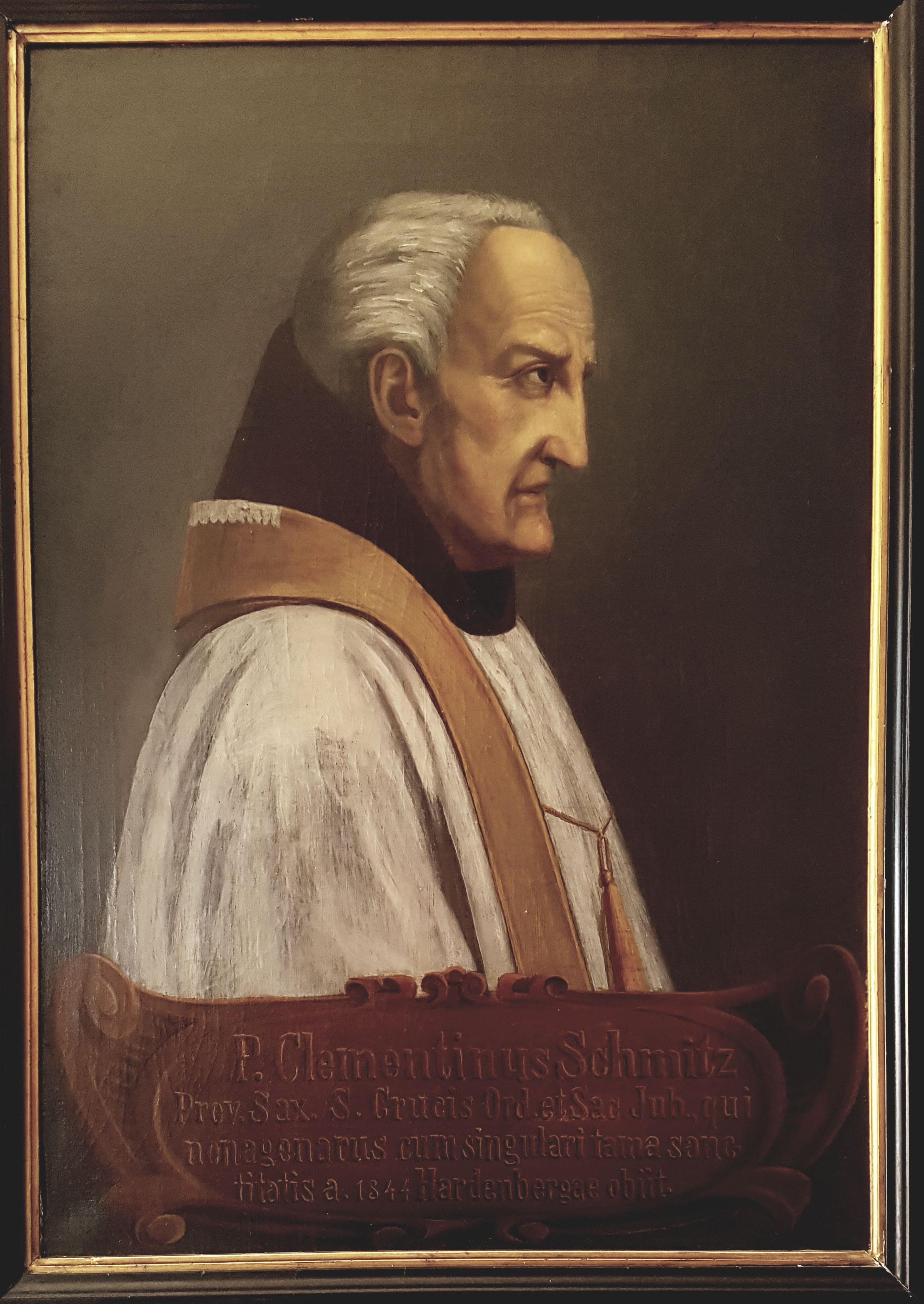
Pater Clementinus Schmitz, Neviges.

Im Zuge der Säkularisation hob Kurfürst Maximilian Joseph von Pfalz-Bayern die Klöster in seinem Herrschaftsbereich zum 1. Juli 1804 auf, somit auch den im Herzogtum Berg gelegenen Konvent in Hardenberg-Neviges. Da die Nevigeser Franziskaner die Pfarrseelsorge übernahmen und in den Konventsgebäuden wohnen blieben, bestand das formell aufgelöste Kloster faktisch weiter; der preußische Staat war an geordneten Seelsorgestrukturen interessiert. Im September 1812 wurde es – in Nachfolge des Klosters Wipperfürth – Zentral- oder Aussterbekloster, in dem die Brüder der aufgelösten Klöster bis zu ihrem Tod wohnen konnten, und als 1820 Guardian Bernhard Aulinck starb, durfte von der Ordensprovinz mit Florian Bierdrager ein Nachfolger als Pfarrer und Superior bestimmt werden. Aufgrund der Schwierigkeiten der Ernennung von Franziskanern blieb der Kaplan, Pater Clementinus Schmitz, bis zu seinem 89. Lebensjahr im Dienst. Er wurde als „Vater der Armen“ und als Wundertäter verehrt.
1826 gestattete König Friedrich Wilhelm III. von Preußen, zu dem Neviges jetzt gehörte, den Fortbestand einiger Klöster (Dorsten, Paderborn, Wiedenbrück, Warendorf und Rietberg); Neviges gehörte nicht dazu, wurde aber auch nicht aufgehoben, sondern konnte weiterbestehen, solange noch Franziskaner dort tätig waren.
Guardian Bierdrager wandte sich 1842 und 1843 wiederholt schriftlich an Johannes von Geissel, zu der Zeit Koadjutor des Erzbischofs von Köln und ab 1845 Erzbischof, mit der Bitte um Förderung und Wiederbelebung des „hiesigen, in den letzten Zügen liegenden Franziskanerklosters“. Er erinnerte an die Verdienste der Franziskaner für die Aufrechterhaltung der Seelsorge an den wenigen Katholiken die nach der Reformation im Bergischen Land verblieben waren; für die Zukunft verwies er auf den starken Bevölkerungszuwachs wegen der Industrialisierung der Städte an Ruhr und Wupper, wo die umliegenden Pfarreien dringend auf seelsorgliche Mitarbeit der Nevigeser Franziskaner angewiesen seien. Der Landdechant von Barmen, Johann Baudri, pflichtete Bierdrager in einer vom Erzbischof erbetenen Stellungnahme bei. Eine Einschätzung der Kölner Bistumsleitung aus dem Jahr 1825, das Kloster in Neviges sei „sowohl wegen seiner ungesunden Lage als auch wegen der Umgebung ungeeignet“, wies Bierdrager mit Hinweis auf das hohe Alter zurück, das die seitdem im Kloster lebenden Franziskaner erreicht hätten. Seitens Bischof von Geissels wurde das Anliegen jedoch nur schleppend behandelt, auch nachdem Florian Bierdrager 1843 zum Provinzial der Saxonia gewählt wurde; Bierdrager blieb auch als Provinzial Pfarrer in Hardenberg-Neviges. Die westfälischen Bischöfe setzten sich in dieser Zeit jedoch bei König Friedrich Wilhelm IV. für den Fortbestand einiger Klöster und die Erlaubnis, Novizen aufzunehmen, ein, was in einer Kabinettsorder vom 27. November 1843 gewährt wurde. Provinzial Bierdrager war jedoch hartnäckig; in seinen Verhandlungen mit dem preußischen Kultusminister Friedrich Eichhorn, die gesamte Ordensprovinz betreffend, brachte er auch das Anliegen vor, dass „der Fortbestand des hiesigen in der Rheinprovinz gelegenen [...] Klosters Hardenberg allergnädigst möchte ausgesprochen werden“; in der Antwort Eichhorns war aber von Hardenberg keine Rede, so dass Bierdrager im März 1844 Erzbischof von Geissel darum bat, sich nach dem erfolgreichen Beispiel der westfälischen Bischöfe beim König für das Kloster einzusetzen. Der Erzbischof befürwortete offenbar in Berlin ein Franziskanerkloster in der Rheinprovinz, in dem man ein Demeritenhaus für straffällig gewordene Priester einrichten könne, jedoch ohne dabei den Standort Hardenberg zu favorisieren. Dechant Baudri war inzwischen bischöflicher Sekretär und dürfte nach Einschätzung des Historikers Reimund Haas im Sinne Bierdragers agiert haben.

### Fortbestand im 19. Jahrhundert
Ab 1844 richteten Kirchengemeinden und Priester aus den Dekanaten Elberfeld, Essen und Solingen insgesamt 10 Petitionen an den Erzbischof, er möge sich zur Unterstützung der Seelsorge in den umliegenden Pfarreien für den Erhalt und die Wiederbelebung des Klosters einsetzen; die Betreuung der Wallfahrt wurde nur in der Eingabe aus Hardenberg erwähnt. Am 20. Februar 1845 wurde nun von Geissel tätig und richtete ein Schreiben an Kulturminister Eichhorn, er möge sich für „die Ermächtigung, in das bisherige Centralkloster des Franziskanerordens zu Hardenberg neue Mitglieder aufnehmen zu dürfen“, einsetzen. Die Antwort Eichhorns datierte vom 3. April 1845; darin wurde der Fortbestand des Klosters nicht garantiert, jedoch erlaubte die Regierung der Saxonia, im Bedarfsfall einzelne Brüder zur Unterstützung nach Hardenberg zu schicken, was die Provinz auch 1846 mit der Entsendung zweier Patres tat. Dadurch konnte der Fortbestand des Klosters gesichert werden, bis Preußen am 31. Januar 1850 alle Einschränkungen für die Klöster aufhob.

### Aufhebung im Kulturkampf und Neugründung

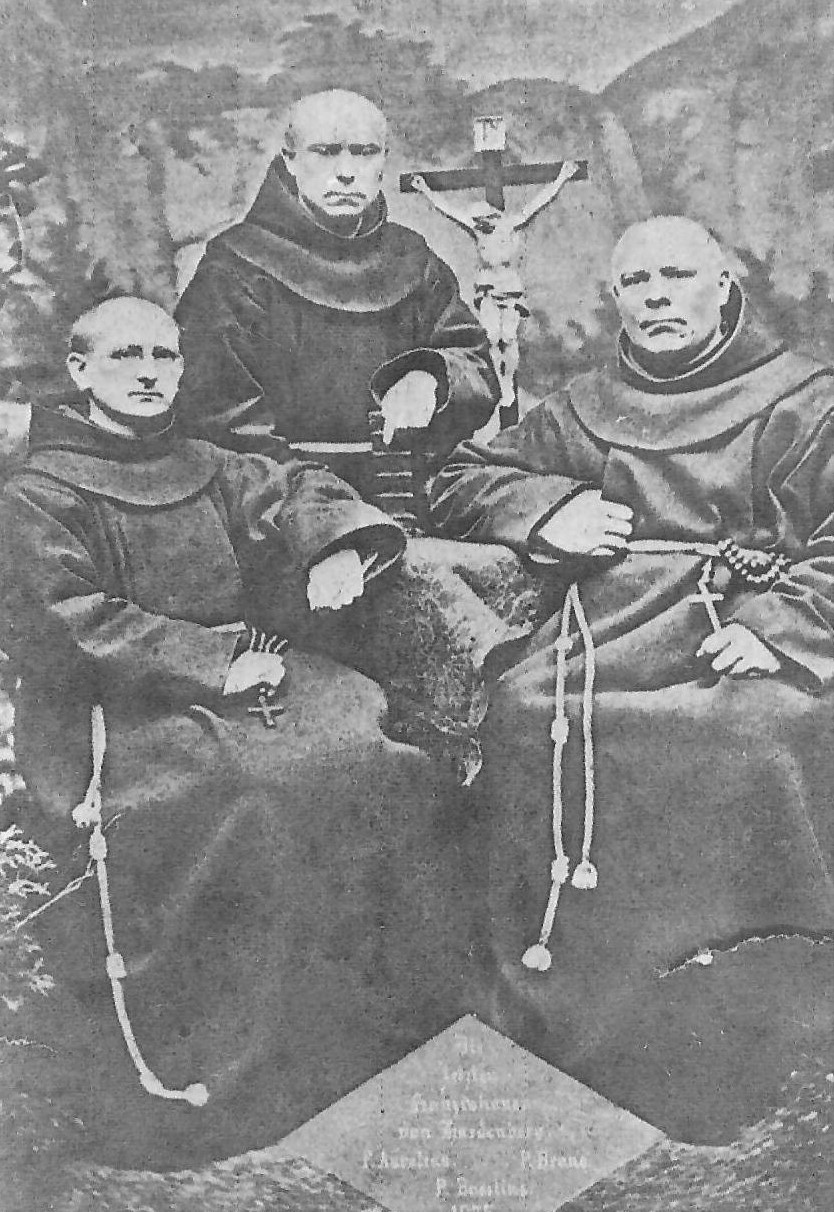
Die drei im Kloster verbliebenen Franziskaner (v. l. Aurelius Drewes, Basilius Pfannenschmidt, Bruno Kröger)

Preußen verfügte 1875 im Klostergesetz im Rahmen des Kulturkampfs die Auflösung der Orden und Schließung der Klöster. Am 24. Juni 1875 teilten Bürgermeister und Landrat den 11 Brüdern im Kloster mit, dass es zum 3. Dezember 1875 aufgelöst würde; der Termin wurde später auf den 15. August vorverlegt. Die Brüder sagten, dass sie das Kloster nur unter polizeilicher Gewalt verlassen würden. Drei Franziskaner des Nevigeser Klosters, die seit August 1872 im Auftrag des Erzbischofs von Köln in Neviges tätig waren, erklärten im Mai 1875 gegenüber dem Kirchenvorstand, dass sie aus dem Franziskanerorden auszutreten gedächten. Sie konnten dadurch weiter als Seelsorger in der Wallfahrt und der Pfarrei bleiben. Es waren der Pfarrverwalter und Guardian Basilius Pfannenschmidt und die Patres Bruno Kröger und Aurelius Drewes. Am 12. November 1886 wurde das Kloster wiedereröffnet. Am 8. August 1887 genehmigte die preußische Regierung wieder eine Niederlassung des Ordens in Neviges zum Zwecke der Aushilfe in der Seelsorge.
Kloster und Kirche, der größte Teil des Gartens und der Marienberg gehörten der katholischen Pfarrgemeinde Neviges, Kloster und Kirche waren den Franziskanern zur Nutzung übergeben. Gegen Ende der 1890er-Jahre legten die Franziskaner auf dem Kreuzberg einen Kreuzweg mit 14 Stationen an. Das Grundstück war ihnen von privaten Besitzern zur Verfügung gestellt worden, solange es als Kreuzweg benutzt wurde; die Pfarrgemeinde sollte jährlich eine Anerkennungsgebühr in Höhe von 15 Mark zahlen.
Besonders in den Krisenzeiten kamen viele Wallfahrer nach Neviges. 1913 wurden erstmals 100.000 Pilger gezählt, 1935 340.000 und 1954 300.000. 1911 eröffneten die Franziskaner in Neviges ein Exerzitienhaus. In dieser Zeit bestand der Konvent meist aus sieben Patres und elf Laienbrüdern.
Als 1929 die Kölnische Franziskanerprovinz von den Heiligen Drei Königen (Colonia) wiederbelebt wurde, schloss sich ihr der Konvent in Neviges mit den anderen im Rheinland gelegenen Klöstern der Sächsischen Provinz an. Nach der Fusion der vier Franziskanerprovinzen in Deutschland 2010 gehörte der Konvent zur Deutschen Franziskanerprovinz von der heiligen Elisabeth (Germania). Von 1992 bis 1998 wurden die Klostergebäude durch das Erzbistum Köln einer vollständigen Renovierung unterzogen (einschließlich Rückbau der Pforte an ihre ursprüngliche Stelle und Restaurierung aller Gemälde).

### 21. Jahrhundert
Die Franziskaner betreuten die Wallfahrt bis Ende 2019 und waren auch in der Pfarrseelsorge der Kirchengemeinde Maria, Königin des Friedens tätig. Die Deutsche Franziskanerprovinz beschloss im März 2019, wegen Nachwuchsmangels und zur Konzentration der Kräfte sieben Klöster aufzulösen, darunter Neviges zum 31. Januar 2020. Am 12. Januar 2020 wurden die Franziskaner, nachdem sie dort über 340 Jahre gewirkt haben, von dem Kölner Weihbischof Dominikus Schwaderlapp mit einem Gottesdienst aus Neviges verabschiedet.
Im September 2020 gründeten drei Priester der Priestergemeinschaft Sankt Martin die erste deutsche Niederlassung der Gemeinschaft. Sie übernehmen die Wallfahrtsseelsorge und sind auch in der Pfarrseelsorge in Neviges und Tönisheide tätig.